# Elaphria targa
Elaphria targa är en fjärilsart som beskrevs av William Schaus 1898. Elaphria targa ingår i släktet Elaphria och familjen nattflyn. Inga underarter finns listade i Catalogue of Life.